# Нисса (Орегон)
Нисса (англ. Nyssa) — город в США, в округе Малур штата Орегон. Население — 3198 человек (2020).

## География
Нисса расположена по координатам 43°52′40″ с. ш. 116°59′44″ з. д. (43.877877, -116.995598). По данным Бюро переписи населения США в 2010 году город имел площадь 4,01 км², вся площадь — суша.

### Климат
| Показатель                    | Янв.  | Фев.  | Март  | Апр. | Май  | Июнь | Июль | Авг. | Сен. | Окт.  | Нояб. | Дек.  | Год   |
| ----------------------------- | ----- | ----- | ----- | ---- | ---- | ---- | ---- | ---- | ---- | ----- | ----- | ----- | ----- |
| Абсолютный максимум, °C       | 17,8  | 20,0  | 27,8  | 33,3 | 37,8 | 42,2 | 43,3 | 41,1 | 37,8 | 33,3  | 25,6  | 19,4  | 43,3  |
| Средний суточный максимум, °C | 2,0   | 6,7   | 13,1  | 18,2 | 23,1 | 27,3 | 33,1 | 32,2 | 26,4 | 18,8  | 9,2   | 3,4   | 17,8  |
| Средний суточный минимум, °C  | −6,1  | −3,7  | −0,2  | 3,4  | 7,9  | 11,7 | 15,1 | 13,7 | 8,2  | 2,6   | −1,7  | −4,7  | 3,9   |
| Абсолютный минимум, °C        | −28,3 | −27,8 | −12,2 | −6,7 | −4,4 | 1,7  | 1,7  | 2,8  | −2,2 | −16,7 | −18,3 | −27,8 | −28,3 |
| Среднее число дней с осадками | 9     | 7     | 8     | 7    | 7    | 6    | 2    | 2    | 3    | 5     | 9     | 10    | 75,0  |
| Норма осадков, мм             | 32    | 24    | 23    | 21   | 26   | 22   | 6    | 8    | 13   | 20    | 29    | 34    | 258   |
| Источник:                     |       |       |       |      |      |      |      |      |      |       |       |       |       |

## Демография
| Год переписи                          | Нас. |  | %±     |
| ------------------------------------- | ---- |  | ------ |
| 1910                                  | 449  |  | —      |
| 1920                                  | 563  |  | 25,4%  |
| 1930                                  | 821  |  | 45,8%  |
| 1940                                  | 1855 |  | 125,9% |
| 1950                                  | 2525 |  | 36,1%  |
| 1960                                  | 2611 |  | 3,4%   |
| 1970                                  | 2620 |  | 0,3%   |
| 1980                                  | 2862 |  | 9,2%   |
| 1990                                  | 2629 |  | −8,1%  |
| 2000                                  | 3163 |  | 20,3%  |
| 2010                                  | 3267 |  | 3,3%   |
| 2020                                  | 3198 |  | −2,1%  |
| 1910–2020 Десятилетняя перепись в США |      |  |        |

Согласно переписи 2010 года, в городе проживало 3267 человек в 1051 домохозяйстве в составе 758 семей. Плотность населения составляла 814 человека/км². Было 1153 квартир (287/км²).
Расовый состав населения:
| - 63,1 % — белых - 1,3 % — азиатов - 0,7 % — коренных американцев - 0,3 % — чёрных или афроамериканцев - 30,9 % — лиц других рас |

К двум или более расам принадлежало 3,8 %. Доля испаноязычных составила 60,5 % всего населения.
По возрастному диапазону население распределялось следующим образом: 34,5 % — лица младше 18 лет, 52,4 % — лица в возрасте 18-64 лет, 13,1 % — лица в возрасте 65 лет и старше. Медиана возраста жителя составила 30,1 года. На 100 человек женского пола в городе приходилось 100,4 человека; на 100 женщин в возрасте от 18 лет и старше — 93,9 мужчин также старше 18 лет.
Средний доход на одно домашнее хозяйство составил 47 029 долларов США (медиана — 40 586), а средний доход на одну семью — 52 733 доллара (медиана — 50 197). Медиана доходов составила 42 009 долларов для мужчин и 29 803 доллара для женщин. За чертой бедности находилось 29,6 % лиц, в том числе 34,3 % детей в возрасте до 18 лет и 16,9 % лиц в возрасте 65 лет и старше.
Гражданское трудоустроенное население составило 1199 человек. Основные области занятости: образование, здравоохранение и социальная помощь — 17,3 %, производство — 13,2 %, розничная торговля — 12,5 %, сельское хозяйство, лесничество, рыбалка — 12,3 %.

## Комментарии
1. ↑  Годовой доход на человека, работавшего на полную ставку. Оценка в долларах по состоянию на 2015 год.